# Jaworowy Róg
Jaworowy Róg (słow. Javorový roh, niem. Großer Javorovaturm, Großer Ahornturm, węg. Nagy-Javorova-torony, Nagy-Jávor-torony) – wybitna turnia o wysokości 2238 m n.p.m. w słowackich Tatrach Wysokich. Znajduje się w masywie Jaworowych Turni, w Jaworowej Grani odchodzącej od Małego Jaworowego Szczytu. Od Pośredniej Jaworowej Turni oddzielony jest Zadnią Rogową Przełęczą, a od Skrajnej Jaworowej Turni – Pośrednią Rogową Przełęczą, Rogową Granią i Skrajną Rogową Przełęczą.
Nazwa Jaworowego Rogu pochodzi najprawdopodobniej od jego kształtu.

## Historia
Pierwsze wejścia turystyczne:
- Roman Kordys i Jerzy Maślanka, 27 sierpnia 1905 r. – letnie,
- Jerzy Pierzchała i Stanisław Siedlecki, 7 kwietnia 1939 r. – zimowe.